# 黑塔I 最後的槍客
《黑塔I 最後的槍客》（英語：The Dark Tower: The Gunslinger）是由美國小說家斯蒂芬·金創作的奇幻小說，最初於1982年在美國出版，為《黑塔》系列小說的第一集。故事設定在架空世界中一片類似美國西部的地區，主角是追尋「黑塔」的最後一名槍客羅蘭·德斯欽，本書的劇情隨著他追逐敵人黑衣人而推進，路途中他遇到了各種奇妙的經歷，以及一名來自紐約的男孩傑克。
金在大學時受到羅勃特·白朗寧詩篇《公子羅蘭來尋黑塔》的影響，於1970年寫下小說開頭，並在日後擴展成更完整的故事。本書的內容原本是1978年至1981年間發表於《奇幻與科幻雜誌》的五篇故事，後在1982年由唐納·M·格蘭特出版社集結成冊限量出版，直到1988年本書才得首度大量印行，金也親自朗讀了本書的有聲書。由於本書的內容和續作有風格和劇情上的出入，金在2003年發表修訂過後的版本，中譯本乃是根據該版本翻譯而成。
小說獲得書評們褒貶不一的評價，讚賞者稱讚小說精彩、描寫出色且獨樹一格，批判者則覺得故事和人物刻劃貧乏。書評們對於作者「自命不凡」的文筆毀譽參半，另有書評將修訂版與原版比較，認為修訂版更好。麥可·惠倫繪製的小說插圖得到好評。漫威漫畫發行了改編漫畫，以本書內容為劇情骨幹的《黑塔》系列電影首作則於2017年上映。

## 劇情

### 設定
主角羅蘭是個來自基列地（Gilead）的槍客，槍客是有點類似騎士的人物。羅蘭的目標是追上黑衣人華特（Walter），並進而追尋黑塔。故事中的地點很像美國西部，實際上是一個正在「前進」的架空世界，而且和真實世界有點關連，例如故事中曾提到的披頭四名曲Hey Jude，及兒歌豆子豆子懂音律，還有一些真實世界的科技，例如AMOCO牌無鉛加油機和在廢棄驛站中以原子發電的抽水機。

### 故事大綱
在故事的開頭，羅蘭遇見了農夫布朗（Brown）和他的烏鴉佐爾頓（Zoltan），他慷慨地讓他在他的小屋過夜，羅蘭向布朗敘述他在塔爾城（Tull）的故事。黑衣人到過塔爾城，他在那裡復活了一個叫諾特（Nort）的人，並向當地的女酒保艾莉（Allie）留下訊息，只要告訴諾特「19」，他就會說出死亡的秘密。雖然她一直克制自己，但最後還是說了，城裡的人無法承受死亡的秘密，於是羅蘭殺了他們。
講完塔爾故事的隔天，他離開布朗的小屋。到達驛站後，羅蘭遇見男孩傑克·錢伯斯（Jake Chambers），傑克死於真實世界的紐約，不久前剛在驛站醒來。傑克並不知道他自己來驛站多久了，也不知道他來這的確切經過。在離開驛站後三天，羅蘭與傑克到達山脈。他們在山腳下遇見神諭，羅蘭以性交作為代價，向神諭請示有關他及黑塔的命運及未來的預言。神諭告訴他，三是羅蘭的命運之數，也是帶他通往黑塔的大門。傑克也因為羅蘭對黑塔的執著，對他產生了一種不信任的恐懼。
在山脈這段時間，羅蘭向傑克道出自己在基列地的年少故事。他當時受到馬登挑釁而提早接受槍客試煉，用老鷹戰勝了恩師寇特；數年後基列地淪陷，羅蘭踏上旅程。開始穿越山脈時，傑克的恐懼更清楚了，雖然羅蘭在遇到遲緩變種怪時保護了他，傑克仍不完全相信羅蘭。不久後，他們接近了山脈的出口，為了到達出口，他們走上脆弱的鐵軌拱橋，就當快要抵達出口時，黑衣人出現在前方。在那一刻，傑克跌倒了，羅蘭必須在「拯救傑克」與「追上黑衣人」之間做出選擇。羅蘭不加思索的越過傑克，任由他摔下去。
羅蘭與黑衣人華特在髑髏地（Golgotha）交涉，華特用七張塔羅牌幫羅蘭算出他的未來。分別是倒吊人（代表羅蘭）、水手（代表傑克）、囚犯（代表艾迪）、陰影夫人（代表蘇珊娜）、死神、黑塔及生命。在談話結束後，羅蘭陷入了持續了近十年的睡眠，醒來後，華特已經離開並留下了骸骨。羅蘭朝著西海前進，繼續他的追尋。

## 創作與發表

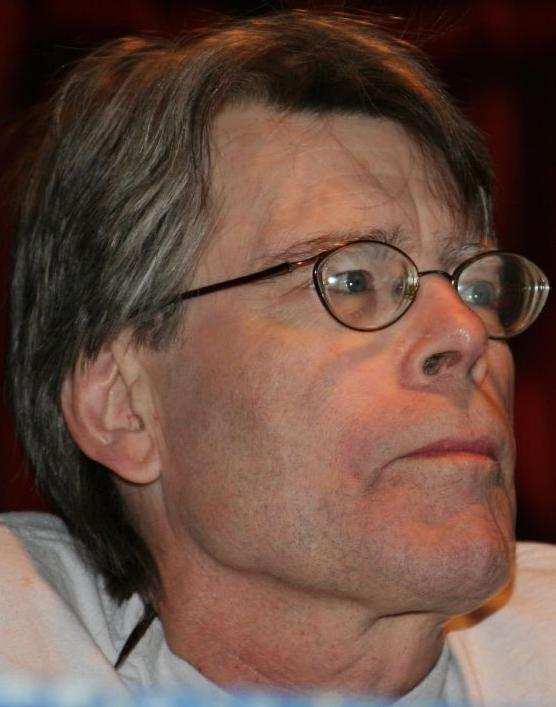
《黑塔》系列小說的作者史蒂芬·金

史蒂芬·金在創作《黑塔》時的啟發來源包含：羅勃特·白朗寧的長篇敘事詩《公子羅蘭來尋黑塔》、J·R·R·托爾金的奇幻小說《魔戒》和1970年代的意大利式西部片。金在缅因大学二年級的課程中被指定閱讀《公子羅蘭來尋黑塔》等浪漫主義詩作，對該詩尤其印象深刻。金嘗試寫一篇長篇浪漫主義小說來為他從詩中得到的感受賦形，但因為事務繁忙而未成。到了大學四年級的春季，金在緬因大學圖書館工作，偶然得到一整令的亮綠色紙張，可供他寫作。再者，金當時住在大學附近的河畔小屋，室友在該年離去，只留下他一人，安靜孤獨的環境和上百張空白的紙激發他開始創作《黑塔》。
1970年3月，金寫下了小說的開頭：「黑衣人橫越荒漠而逃，槍客緊追在後」。在那之後又過了12年，小說第一集才問世。金早已遺失了那些亮綠色紙張，但《黑塔》前四十幾頁的打字稿仍然留著，內容涵蓋「槍客」和「驛站」章節。這12年當中，金在編寫其他作品的同時常常想起《黑塔》的世界，只有在寫《末日逼近》時沒有如此。金斷斷續續地回頭編寫《黑塔》，先是在《撒冷地》寫作狀況不佳時寫了「神諭和群山」章節，然後在讓《鬼店》的小男孩丹尼·托倫斯逃離險境後不久，金寫下了傑克的悲傷下場。最後一章「槍客與黑衣人」完成於金寫下第一集後記的不到18個月前。
《黑塔I 最後的槍客》的五個章節於1978年至1981年在《奇幻與科幻雜誌》上間斷發表。
| 標題         | 原文標題                        | 刊登於             | 期號         | 來源  |
| ------------ | ------------------------------- | ------------------ | ------------ | ----- |
| 槍客         | The Gunslinger                  | 《奇幻與科幻雜誌》 | 1978年10月號 | [ 4 ] |
| 驛站         | The Way Station                 | 《奇幻與科幻雜誌》 | 1980年4月號  | [ 4 ] |
| 神諭和群山   | The Oracle and the Mountains    | 《奇幻與科幻雜誌》 | 1981年2月號  | [ 4 ] |
| 遲緩變種怪   | The Slow Mutants                | 《奇幻與科幻雜誌》 | 1981年7月號  | [ 4 ] |
| 槍客與黑衣人 | The Gunslinger and the Dark Man | 《奇幻與科幻雜誌》 | 1981年11月號 | [ 4 ] |

## 出版成書
「槍客」首先於1979年收錄於泰瑞·卡爾主編的奇幻小說選集《年度最佳奇幻作品第2輯》（Years Finest Fantasy Vol.2）。1982年夏季，小眾出版社唐納·M·格蘭特出版社將五個故事收錄成精裝書《黑塔I 最後的槍客》（The Dark Tower: The Gunslinger），並以限量形式出版，作者簽名豪華版有五百冊，而普通版則有一萬冊。讀者只能在特定書店或藉由美國郵政服務購買，各地的便利商店、超市或藥局等皆不販售。據報導，豪華版在1982年7月底即售罄，普通版也即將賣完。書中的插畫由麥可·惠倫繪製。金在書籍開頭寫著「獻給艾德·佛曼，他給了這些故事機會，一個接著一個。」，此人是當時《奇幻與科幻雜誌》的主編。在後記中，金表明《黑塔I 最後的槍客》是一則上千頁長篇故事的開頭，往後他還會繼續寫下去。
繼首發之後，格蘭特出版社一度加印一萬冊，最終也賣完了，且由於量少而被視為稀有品。金在《黑塔II 三張預言牌》的後記（寫於1986年12月1日）表示，《黑塔I 最後的槍客》迥異於他最著名的故事風格，卻能獲得這麼大的迴響，令他驚訝不已。1988年，新美國圖書館（簡稱NAL）重新將本書出版上市，於7月至8月左右發行由金親自朗讀的有聲書，總時長6小時16分鐘。9月，NAL旗下的羽飾出版社大量發行《黑塔I 最後的槍客》的貿易平裝本。1988年9月25日，《黑塔I 最後的槍客》平裝本首度登上紐約時報暢銷平裝書榜，排名第14。隔週，該書成為榜首。在榜上的第五週，該書排名第四。至1990年2月11日，《黑塔I 最後的槍客》已在榜上維持31週，該週的排名是第15。
2002年夏天，金寫完了系列小說最後三集的初稿，在那之後他利用編輯《黑塔V 卡拉之狼》和《黑塔VI 蘇珊娜之歌》的空檔來回頭重新修改整個系列。在修改《黑塔I 最後的槍客》時，金發現其中充滿年輕作家會有的各種問題，例如文筆矯揉做作、充斥不必要的詞藻。而且該作和後續的故事也有不一致之處，如書中提到「法爾森」（Farson）是一座城鎮的名字；但在後面幾集中，它變成了另一名男子約翰·法爾森（John Farson）的名字。金也指出原版《黑塔I 最後的槍客》比較難讀，使讀者較難進入《黑塔》的世界。經過修訂之後，《黑塔I 最後的槍客》的修訂版較初版多出了35頁，並在卷首加入「19」和副標題「終而復始」（Resumption）。修訂版於2003年由維京出版社出版，先於《黑塔V 卡拉之狼》。
2009年，格蘭特出版社開放預購全新限量版，收錄《黑塔I 最後的槍客》的修訂版內容，以及金於1998年首度發表的《黑塔》前傳中篇小說「伊路利亞小姑娘」，並加入惠倫繪製的全新插圖。繪者版（Artist Edition）共發行4000冊，豪華版發行1250冊。

## 評價
1979年，「槍客」在軌跡獎最佳中短篇小說類別得到第八名，與托马斯·M·迪斯科的「想不到點子的人」（The Man Who Had No Idea）並列。1981年，「驛站」得到軌跡獎最佳中短篇小說類別第三名，並入圍雨果獎最佳中短篇小說，但最後贏得後者獎項的是霍華·華德羅普的「醜陋的雞」（The Ugly Chickens）。
單就小說的第一篇故事「槍客」來看，甘尼特新聞社的蓋爾·雷吉爾（Gail Regier）稱之為「樸素的科幻作品」，美联社圖書的編輯菲爾·湯瑪斯（Phil Thomas）認為故事寫得不錯，只苦於其更像小說的一部分而非完整的單獨故事。1982年出版成書後，書評們給予褒貶不一的評價。為《惊奇故事》撰寫書評的勞勃·考爾森覺得，喜歡金的其他作品並不代表就會喜歡本書，但他覺得該書相當引人入勝。《太陽晚報》（The Evening Sun）的威利·霍爾三世（Wiley Hall 3rd）稱讚該書是優秀的科幻小說兼個人最愛，認為該書如其靈感來源《公子羅蘭來尋黑塔》一般的「優美、令人難忘且濃厚」。《亞特蘭大憲政報》刊登蘭迪·錢德勒（Randy Chandler）的書評，其中指出《黑塔I 最後的槍客》融合英雄主義西部小說的一些元素和後末日奇幻作品的細微差異，是一部令人驚豔的幻想巨作。
《勞德代爾堡新聞報》（Fort Lauderdale News）的比爾·凱利（Bill Kelley）讚賞該書簡潔有力且文筆獨具風格，並有著當時文壇缺少的傲氣。凱利也指出小說氛圍充足，暴力描寫令人不寒而慄又驚艷。《州報》編輯T.D.莫布利-馬丁尼茲（T.D. Mobley-Martinez）根據修訂版給予評論，他讚賞金的說故事功力，但也覺得主角缺乏感情、劇情解釋太少，會讓讀者難以持續。《舊金山考察報》的約翰·史丹利（John Stanley）批評該書可能是金最差的作品，故事結構和人物刻劃貧乏，且由於是金早期的作品，故文筆不穩定且自命不凡，用字帶有力量但未上正軌。
格蘭特出版社的書籍整體設計和惠倫繪製的插圖備受讚譽，考爾森認為兩者有加成效果，史丹利認為插圖彷彿凝結了1880年代的時光。在小說手法方面，《費城詢問報》的編者理查·E·尼科爾斯（Richard E. Nicholls）指出，金在本書中展現的新元素是令人不安的形上學結局。凱利則分析，金在書中使用電影式的敘事手法，例如用交叉剪接和閃回來增加張力。對於採用限量出版的理由，史丹利推測金是擔心讓普遍讀者失望，只針對鐵桿粉絲發行，因為《黑塔I 最後的槍客》的題材和他的其他暢銷作品不同，也稱不上他的得意作品。針對2003年修訂版與原版的不同，《沃思堡星報》的陶德·坎普（Todd Camp）認為修訂版比原版更加精彩好看，甚至連羅蘭與遲緩變種怪交鋒的最棒片段都更具張力。

## 改編作品

### 漫畫
漫威漫畫發行了數部涵蓋《黑塔I 最後的槍客》劇情的改編漫畫。

### 電影
2007年2月，金透露他已將《黑塔》的電影改編權賣給J·J·亞伯拉罕和戴蒙·林道夫，但亞伯拉罕於2009年10月自稱已不再參與該計劃。環球影業和華納兄弟先後放棄執行電影拍攝，索尼影業於2015年接手。尼科萊·阿爾賽獲聘執導電影，伊卓瑞斯·艾巴與馬修·麥康納分別飾演羅蘭·德斯欽及蘭道爾·佛來格。電影於2016年4月在南非開拍，亦有部分場景在紐約取景。電影的劇情以《黑塔I 最後的槍客》的內容為骨幹，於2017年8月4日在美國上映，所獲影評以負面居多。

## 出版物列表
雜誌
- King, Stephen. . The Magazine of Fantasy & Science Fiction（英语：The Magazine of Fantasy & Science Fiction）. Vol. 55 no. 4. October 1978: 52-91 –Internet Archive.
- King, Stephen. . The Magazine of Fantasy & Science Fiction. Vol. 58 no. 4. April 1980: 82-110 –Internet Archive.
- King, Stephen. . The Magazine of Fantasy & Science Fiction. Vol. 60 no. 2. February 1981: 19-39 –Internet Archive.
- King, Stephen. . The Magazine of Fantasy & Science Fiction. Vol. 61 no. 1. July 1981: 130-164 –Internet Archive.
- King, Stephen. . The Magazine of Fantasy & Science Fiction. Vol. 61 no. 5. November 1981: 69-84 –Internet Archive.

書
| 書名 | 出版社                      | 出版日期 | 叢書 | 規格   | 頁數  | ISBN                | 備註 |
| ---- | --------------------------- | -------- | ---- | ------ | ----- | ------------------- | ---- |
|      | 唐納·M·格蘭特出版社（美國） | 1982年   |      | 精裝書 | 224頁 | ISBN 978-0937986509 |      |
|      | 羽飾出版社（美國）          | 1988年   |      | 平裝書 | 224頁 | ISBN 978-0452261341 |      |
|      | 維京出版社（美國）          | 2003年   |      |        | 256頁 | ISBN 978-0670032549 |      |
|      | 唐納·M·格蘭特出版社（美國） | 2009年   |      |        | 320頁 | ISBN 978-1880418734 |      |

中譯本
| 書名 | 出版社                     | 出版日期              | 叢書            | 規格   | 頁數  | ISBN                   | 備註                      |
| ---- | -------------------------- | --------------------- | --------------- | ------ | ----- | ---------------------- | ------------------------- |
|      | 皇冠文化（臺灣）           | 2007年8月（初版一刷） | 史蒂芬金選(002) | 平裝書 | 277頁 | ISBN 978-957-33-2337-2 | 譯者：馮瓊儀 翻譯自修訂版 |
|      | 人民文學出版社（中國大陸） | 2006年5月             |                 | 平裝書 | 236頁 | ISBN 978-7-02-005478-7 |                           |
|      | 上海文艺出版社（中國大陸） | 2013年8月             |                 | 平裝書 | 230頁 | ISBN 978-7-53-214917-9 |                           |

## 備註
1. ↑  傑克是被杰克·摩特推倒在馬路上，然後被義大利毒梟巴拉札的車子輾死，不過這並沒有在本書中說明。
2. ↑  修訂版中改為「The Gunslinger and the Man in Black」。
3. ↑  原文：
4. ↑  今日的《巴尔的摩太阳报》的前身。
5. ↑  即為今日的《太陽哨兵報》。

### 引用作品
書籍
- King, Stephen. . New York: Plume（英语：Plume (publisher)）. 1988. ISBN 978-0452261341 （美国英语）.
- 史蒂芬·金（Stephen King）著; 馮瓊儀譯. . 臺灣: 皇冠出版社. 2007-08. ISBN 978-957-33-2337-2 （中文（臺灣））.

期刊
- Catalano, Frank; Coulson, Robert; Foster, Alan Dean. . Amazing Stories. Vol. 56 no. 4. January 1983: 8-27 –Internet Archive （英语）.